# Мулериус, Николаус
Николаус Мулериус (лат. Nicolaus Mulerius, нидерл. Nicolaas des Mulier(s); 25 декабря 1564, Брюгге — 5 сентября 1630, Стад-эн-Ланде) — голландский профессор медицины, астроном и математик. Один из первых профессоров Гронингенского университета, основанного в 1614 г., в котором он был четвёртым ректором.

## Образование и карьера
Мулериус родился Николаасом Де Мулье, сыном Пьера Де Мюльера и Клаудии Ле Веттр. Он вырос в Брюгге, где его учил, в частности, Якобус Крукиус. Мулериус сначала изучал филологию, философию и теологию, а с 1582 года он также изучал медицину и математику в Лейденском университете, где преподавателями были Юст Липсий, Бонавентура Вулканиус, Виллеброрд Снеллиус и Йоханнес Эурниус. В 1589 году он женился на Кристине Сикс и на 13 лет открыл практику в Харлингене. В 1603 году он стал ведущим врачом в Гронингене, в 1608 году занял должность школьного учителя леуварденской гимназии. С 1614 года он был профессором медицины и математики в Гронингенском университете. С 1619 по 1621 и с 1626—1630 год он заведовал библиотекой Гронингенского университета.

## Публикации
В 1616 году Николаус Мулериус опубликовал учебник по астрономии, напоминающий «Сферу» Иоанна Сакробоско.
В том же 1616 году он опубликовал третье, обновлённое и аннотированное издание «De revolutionibus orbium coelestium» Николая Коперника.
Кроме этого, он написал отчёт истории жизни Уббо Эммиуса вместе с жизнями других профессоров Гронингена в Гронингене в 1638 году, отчёты были опубликованы через 7 лет после смерти Мулериуса.

## Личная жизнь
Мулериус женился на Кристине Марии Сикс (1566—1645) в 1589 году в Амстердаме. Среди их детей были Петрус Мулериус (1599—1647), который с 1628 года стал профессором физики и ботаники в Гронингене, и Каролус Мулериус (1601—1638), написавший первую грамматику испанского языка на голландском.

## Работы
- Theses disputationis ergo propositae de pleuritude (Leiden, 1589)
- Cort onderwijs van het ghebruyck des astrolabiums (Franeker, 1595)
- Almanach (Groningen, 1604)
- Almanach (Groningen, 1608)
- Waerachtich ende ghenoechelijck discours, van D.D. Mulerium (...): hoe dat wy door Godes ghenade, aen de Nederlandtsche vrede-handel zijn ghecomen (s.l. 1608)
- Verhael vande occasie en(de) oorsaeck waer door de Nederlanden gecomen zijn aenden vreede handel (s.l, s.a), is bewerking van bovenstaande tekst
- Calendarium Romanum vetus forma Juliana (s.l., s.a.) [1610]
- Tabulae Frisicae lunae-solares quadruplices (Alkmaar, 1614)
- Institutionem astronomicarum libri duo (Groningen, 1616)
- (red) Copernicus, Astronomia instaurata (Amsterdam, 1617)
- Hemelsche trompet morgenwercker, ofte Comeet met een langebaert erschenen inde novembri ende decembri (Groningen, 1618)
- Elogium Ubbonis Emmii (Groningen, 1628)
- Iudaeorum annus lunnae-solaris et Turc-Arabum annus merê lunaris (Groningen, 1630)